# Марк Пелегрино
Марк Рос Пелегрино (енгл. Mark Ross Pellegrino; Лос Анђелес, 9. април 1965) амерички је глумац. Познат је по улози Луцифера у серији Ловци на натприродно, Пола Бенета у серији Декстер, Џејкоба у серији Изгубљени и заменика Била Стандала у серији 13 разлога. Такође је глумио Клејтона Хаса у серији Квантико.

## Детињство и младост
Пелегрино је рођен Лос Анђелесу, као део италијанско-америчке породице. Ожењен је Трејси Пелегрино, са којом има двоје деце.